# Enoplognatha oreophila
Enoplognatha oreophila es una especie de araña araneomorfa del género Enoplognatha, familia Theridiidae. Fue descrita científicamente por Simon en 1894.
Habita en Sri Lanka.